# Centrarchops chapini
Genre
Espèce
Le Mérou barré (Centrarchops chapini) est une espèce de poissons appartenant à la famille des Dinopercidae. C'est la seule de son genre Centrarchops (monotypique).
Le nom de cette espèce commémore l'ornithologue américain James Paul Chapin (1889-1964).